# Jaskinia Krasnogórska

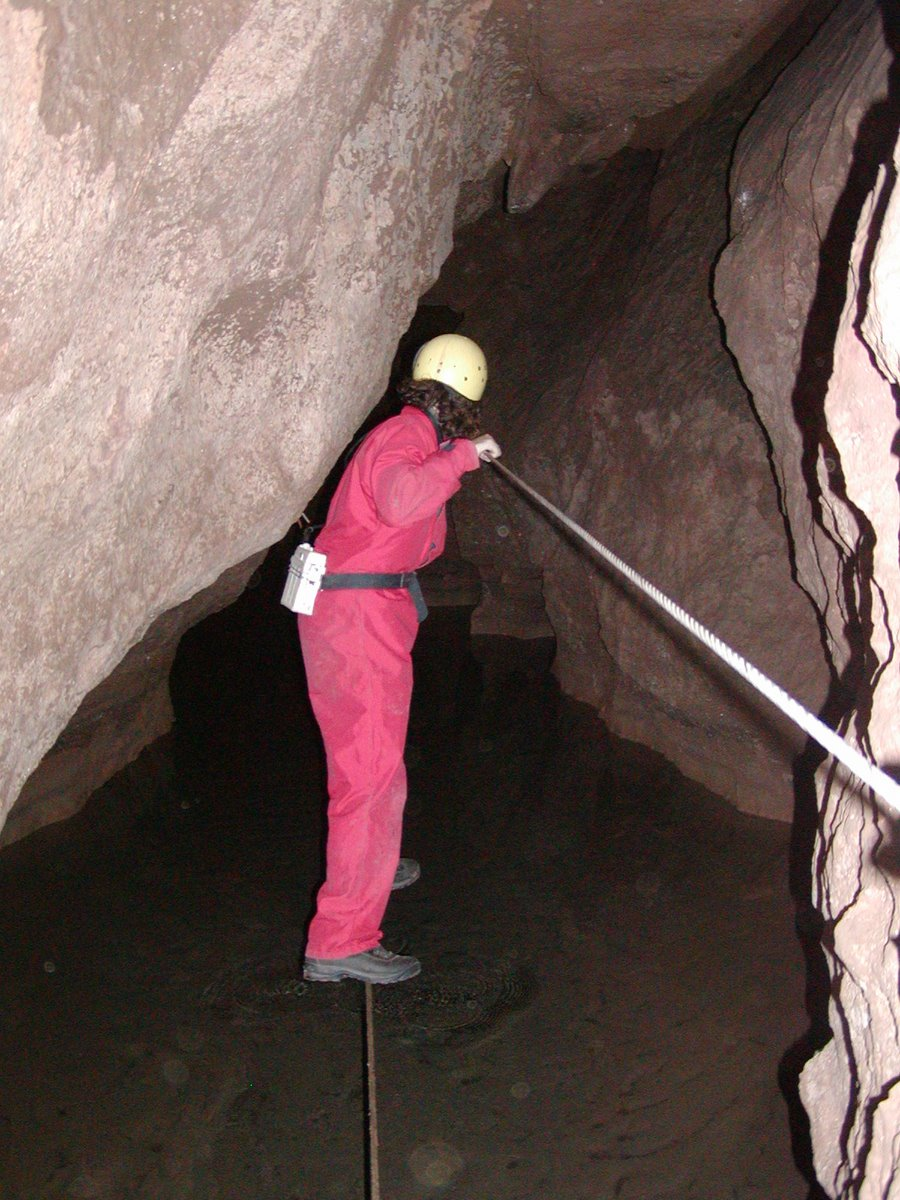
Most linowy w Jaskini Krasnogórskiej

Jaskinia Krasnogórska, Jaskinia Krásnohorská (słow. Krásnohorská jaskyňa) – jaskinia krasowa w Krasie Słowacko-Węgierskim na Słowacji.

## Położenie jaskini
Jaskinia znajduje się w północnych zboczach Płaskowyżu Silickiego, na terenie wsi Krásnohorská Dlhá Lúka, ok. 6 km na południowy wschód od Rożniawy. Naturalny wylot jaskini znajduje się na wysokości 305 m n.p.m. Według stanu na 1 marca 2016 r. długość znanych korytarzy wynosi 1550 m.

## Historia odkrycia
Rozległy system jaskiniowy został odkryty w 1964 r., kiedy grupa speleologów z Rożniawy przedostała się do podziemi przez wylot wielkiego Krásnohorskiego Wywierzyska (słow. Krásnohorská vyvieračka, węg. Buzgó) o wydajności 414 litrów wody na sekundę, obniżając w nim sztucznie poziom wody o 2 m. Później przebite zostało nowe (obecne) wejście.

## Geneza i morfologia
Jaskinia ma charakter fluwiokrasowy. Posiada rozległą sieć korytarzy pochodzenia rzecznego, aktywny w dalszym ciągu podziemny tok wodny długości ok. 1 km i przestronne sale z bogatą szatą naciekową oraz dwoma podziemnymi jeziorkami. Tzw. Wielki Kanion (słow. Veľký kaňon), wymyty w dolomitach guttensteinskich, osiąga średnią wysokość 12 m i długość 180 m. Tzw. Sala Abonyiego (słow. Abonyiho dóm), z unikatowymi naciekami koralitowymi o kształcie kalafiorów, ma wymiary 30 × 40 m i wysokość 40 m.
W największej komorze jaskini, zwanej Salą Olbrzymów (słow. Sieň obrov), znajduje się wysoki na 32,7 m Kvapeľ rožňavských jaskiniarov – ogromny stalagmit o podstawie średnicy 14 m, nazwany tak na cześć jego odkrywców, speleologów z Rożniawy. Jest to największy stalagmit w jaskiniach w Europie Środkowej i największy znany z umiarkowanej strefy klimatycznej. Został on swego czasu wpisany do Księgi rekordów Guinnessa jako największy stalagmit świata, co nie jest prawdą - w jaskiniach cieplejszych stref klimatycznych, w których intensywność narostu nacieków jaskiniowych jest znacznie większa, znaleziono stalagmity o wysokości do 70 m. Masa krasnogórskiego stalagmitu szacowana jest na ok. 2000 ton, a roczny przyrost masy od ok. 130–150 kg do nawet 200 kg. Jest on więc stosunkowo młody. Jego wiek określono dzięki badaniom fragmentów starszego stalagmitu, który w przeszłości stał w tym miejscu, a obecnie leży w kawałkach na dnie jaskini. Metodą datowania radiowęglowego (14C) określono, że stary stalagmit runął 12 900 ± 1500 lat temu, a więc w okresie zwanym późnym glacjałem, być może na przełomie interstadiału Bölling/Allerød i zimnego młodszego dryasu.

## Zwiedzanie jaskini
Jaskinia jest obecnie udostępniona do ograniczonego zwiedzania turystycznego. Zwiedzający muszą posiadać obuwie górskie, przebierają się też w specjalne kombinezony i otrzymują kaski z oświetleniem. Zwiedzanie odbywa się w grupach 4-10 osobowych pod opieką przewodników. Trasa zwiedzania liczy 450 m długości i prowadzi do wspomnianego wielkiego stalagmitu. Uczestnicy pokonują ją m.in. po drewnianych kładkach ponad płynącym w jaskini potokiem oraz po moście linowym rozpiętym nad podziemnym jeziorkiem.

## Ochrona jaskini
Od 1972 r. jaskinia została objęta ochroną jako pomnik przyrody (słow. chránený prírodný výtvor). Obecnie ma status narodowego pomnika przyrody (słow. národna prírodna pamiatka). Dodatkową ochronę stanowi pasmo ochronne o powierzchni ok. 200 ha, obejmujące zasadniczy obszar naturalnej alimentacji sieci wodnej jaskini, w tym wspomnianego stalagmitu.